# Charles Hickcox
Charles Buchanan Hickcox (ur. 6 lutego 1947 w Phoenix, zm. 15 czerwca 2010 w San Diego) – amerykański pływak. Wielokrotny medalista olimpijski z Meksyku.
Specjalizował się w stylu zmiennym, choć startował także w stylu grzbietowym. W Meksyku zdobył trzy złote medale (w tym na 200 i 400 metrów zmiennym) i jeden srebrny. Wielokrotnie bił rekordy świata. W studenckich mistrzostwach (NCAA) zdobył 7 tytułów.

## Starty olimpijskie
Meksyk 1968
- 200 m zmiennym, 400 m zmiennym, 4 × 100 m stylem zmiennym – złoto
- 100 m grzbietem – srebro